# ラドノート条約
ラドノート条約（ラドノートじょうやく、英語: Treaty of Radnót）は、北方戦争中の1656年12月6日、トランシルヴァニア公国のラドノート（現ルーマニア領イェルヌート）で締結された条約。
条約はポーランド＝リトアニア共和国の分割を定めた。

## 内容
条約の内容は下記の通り。
- スウェーデン王カール10世は王領プルシ、クヤヴィア（英語版）、マゾヴィア（英語版）北部、ジェマイティヤ公国、クールラント公国、インフランティ（英語版）を獲得する。
- ボグスワフ・ラジヴィウはノヴォグルデク県（英語版）を獲得する。
- ブランデンブルク選帝侯フリードリヒ・ヴィルヘルムは大ポーランド（英語版）を獲得する。
- ボフダン・フメリニツキーはポーランド王冠領（英語版）の南東部、バト（ポーランド語版）とノヴォグルド＝チェヴェルスキーの間の地域を獲得する。
- ラーコーツィ・ジェルジ2世はポーランド南部、主にクラクフを含む小ポーランド（英語版）地域を獲得する。

## 影響
条約の結果、ラーコーツィ・ジェルジ2世は1657年1月にポーランドに侵攻した。しかし、戦況の悪化により条約が履行されることはなく、ポーランドは回復して侵略者を追い出した。この条約は18世紀のポーランド分割の先駆と見られることもある。